# Лас Кабесас де Сан Хуан
Лас Кабесас де Сан Хуан (на испански: Las Cabezas de San Juan) е населено място и община в Испания. Намира се в провинция Севиля, в състава на автономната област Андалусия. Общината влиза в състава на района (комарка) Бахо Гуадалкивир. Заема площ от 230 km². Населението му е 16 400 души (по преброяване от 2023 г.). Разстоянието до административния център на провинцията е 64 km.

## Демография
| 1996   | 1998   | 1999   | 2000   | 2001   | 2002   | 2003   | 2004   | 2005   | 2006   | 2010   |
| ------ | ------ | ------ | ------ | ------ | ------ | ------ | ------ | ------ | ------ | ------ |
| 15 509 | 15 632 | 15 660 | 15 676 | 15 655 | 15 783 | 15 867 | 15 937 | 16 055 | 16 139 | 16 571 |

## Галерия
- Църквата
- Църквата